# Categoría de espacios métricos
La categoría Met tiene los espacios métricos como objetos y funciones cortas como morfismos. Esto es una categoría porque la composición de funciones cortas es corta. Los monomorfismos en Met son las funciones cortas inyectivas, los epimorfismos son las funciones cortas con imagen densa (por ejemplo, la inclusión: {\displaystyle \mathbb {Q} \subset \mathbb {R} }, que es claramente mono, así que Met no es una categoría balanceada), y los isomorfismos son isometrias. El conjunto vacío (considerado como un espacio métrico) es objeto inicial de Met; cualesquiera el espacio métrico del singletón es un objeto terminal. No hay, por tanto, ningún objeto cero en Met. 
El producto Met viene dado por la mezcla con métrica del supremo en producto cartesiano. No hay coproducto. Tenemos un funtor de "olvido" que asigna a cada espacio métrico el conjunto subyacente, y a cada función corta la subyacente función. Este funtor es fiel, y por lo tanto Met es una categoría concreta.
- Datos: Q5051850